# Stampe SV.4
Lo Stampe SV.4 era un biplano da addestramento avanzato, monomotore e biposto sviluppato e prodotto dall'azienda belga Stampe et Vertongen negli anni trenta; dopo il termine della seconda guerra mondiale, la produzione proseguì a cura della Stampe et Renard e, su licenza, dalla francese Société nationale de constructions aéronautiques du Nord (SNCAN) e dall'algerina Atelier Industriel de l'Aéronautique d'Alger.
Destinato originariamente al mercato dell'aviazione generale, sia nella versione belga che in quelle straniere, fu il modello di maggior successo commerciale prodotto in Belgio; trovò ampio uso anche in ambito militare come addestratore nelle scuole di volo di alcune aeronautiche militari: principalmente in quella del paese d'origine, della Francia e del Regno Unito.

## Storia del progetto
Dopo il buon successo ottenuto con l'SV.3 l'ingegnere George Ivanow, allora a capo dell'ufficio di progettazione dell'azienda di Anversa, decise di svilupparne una versione migliorata con capacità acrobatiche destinata al mercato dell'aviazione civile da diporto.
Lo sviluppo del nuovo modello, che assunse la designazione SV.4, iniziò nel 1932 e la costruzione del primo prototipo venne completata nei primi mesi del 1933. Dopo la sua immatricolazione, il velivolo marche OO-ANI venne portato in volo con successo il 13 maggio di quello stesso anno e, non facendo riscontrare particolari problemi, il modello venne avviato alla produzione in piccola serie (sei esemplari tra il 1933 ed il 1938). Nel 1938, durante il collaudo in volo dell'SV.10, un nuovo velivolo bimotore multiruolo ad uso militare, Ivanow rimase ucciso a causa di un grave incidente, con la conseguente decisione dell'azienda di sospendere ogni attività produttiva per dedicarsi esclusivamente alla manutenzione degli esemplari già costruiti.
Tuttavia sotto l'insistenza della signora Elza Leysen, cliente e buon pilota acrobatico di volo a vela, che era intenzionata ad acquistare un nuovo SV.4, venne raggiunto un accordo con l'ingegnere B. Demidoff per sostituire Ivanow nel ruolo di capo progettista e riavviare la produzione. Demidoff decise di introdurre una serie di modifiche al progetto originale, tra le quali una diversa velatura dall'apertura ridotta, in seguito ad un errore di misura. La nuova ala risultò tuttavia ancora più efficace migliorando le caratteristiche di volo dei due esemplari così modificati, uno acquistato dalla stessa Leysen ed il secondo da Thierry d'Huart, che risulta essere l'unico esemplare sopravvissuto alle vicende della seconda guerra mondiale.
Una specifica emessa nel 1939 dall'aeronautica militare belga per la sostituzione dell'oramai superato Avro 530, esortò Demidoff a rielaborare nuovamente il progetto per adattarlo alle esigenze richieste dalle autorità militari. La nuova versione, che assunse la designazione SV.4B, venne proposta anche al governo francese il quale, dopo l'approvazione dei vertici dell'Armée de l'air, emise un ordine di fornitura per 30 esemplari. Un successivo ordine di 300 esemplari trovò l'azienda belga impreparata e costrinse a trovare un accordo per il rilascio di un contratto di produzione su licenza con la SNCAN.
Con l'inizio della seconda guerra mondiale la produzione venne interrotta nuovamente dopo 30 unità, delle quali solo 24 poterono essere consegnate alla Francia e che vennero ricollocate in Nord Africa.
Al termine del conflitto su iniziativa di Jean Stampe e Alfred Renard venne rifondata l'azienda con la nuova ragione sociale Stampe et Renard e la produzione dell'SV.4 riavviata. Mentre la Componente aerea dell'armata belga emise un ordine per nuovi 65 esemplari, la produzione su licenza all'estero sommò agli SV.4 belgi i 704 costruiti in Francia dalla SNCAN ed i 150 in Algeria da AIA.

## Versioni

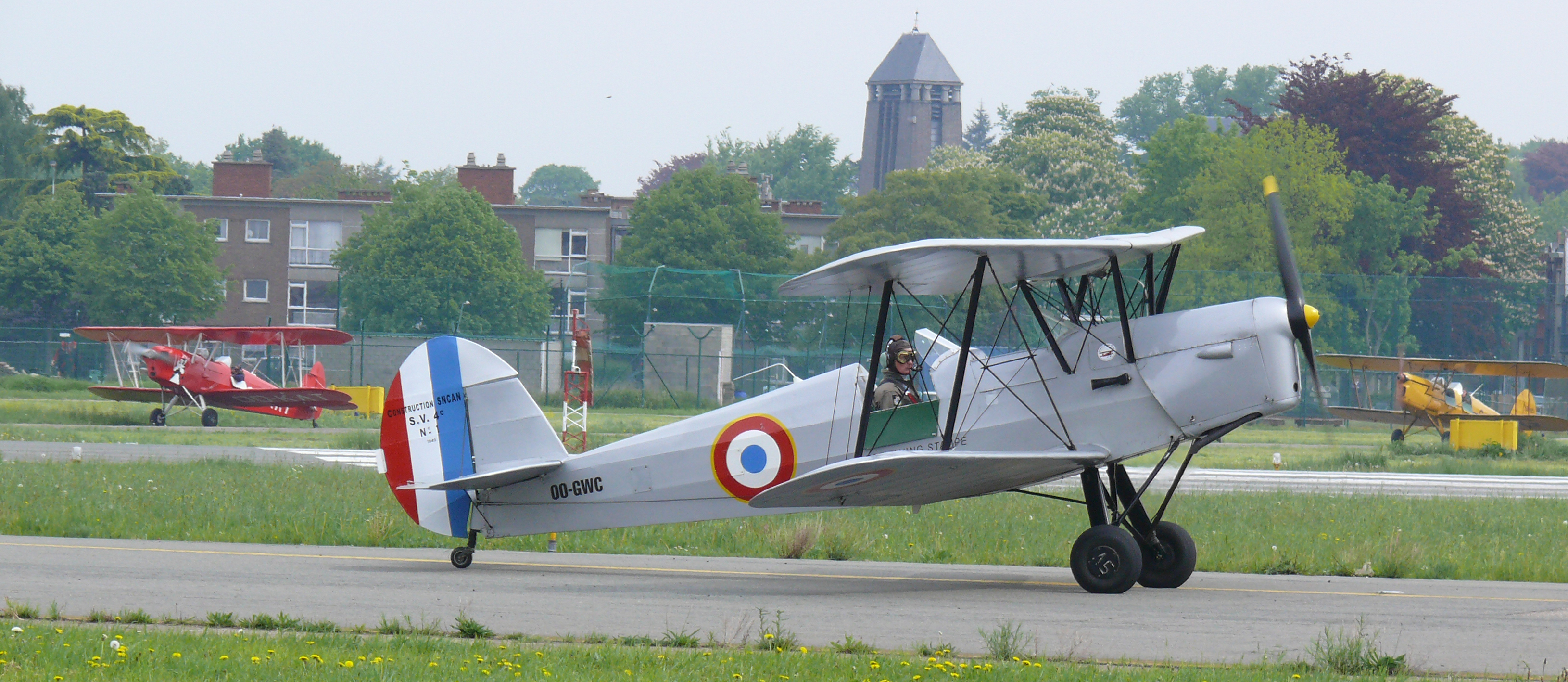
Stampe & Vertongen SV-4A OO-GWC

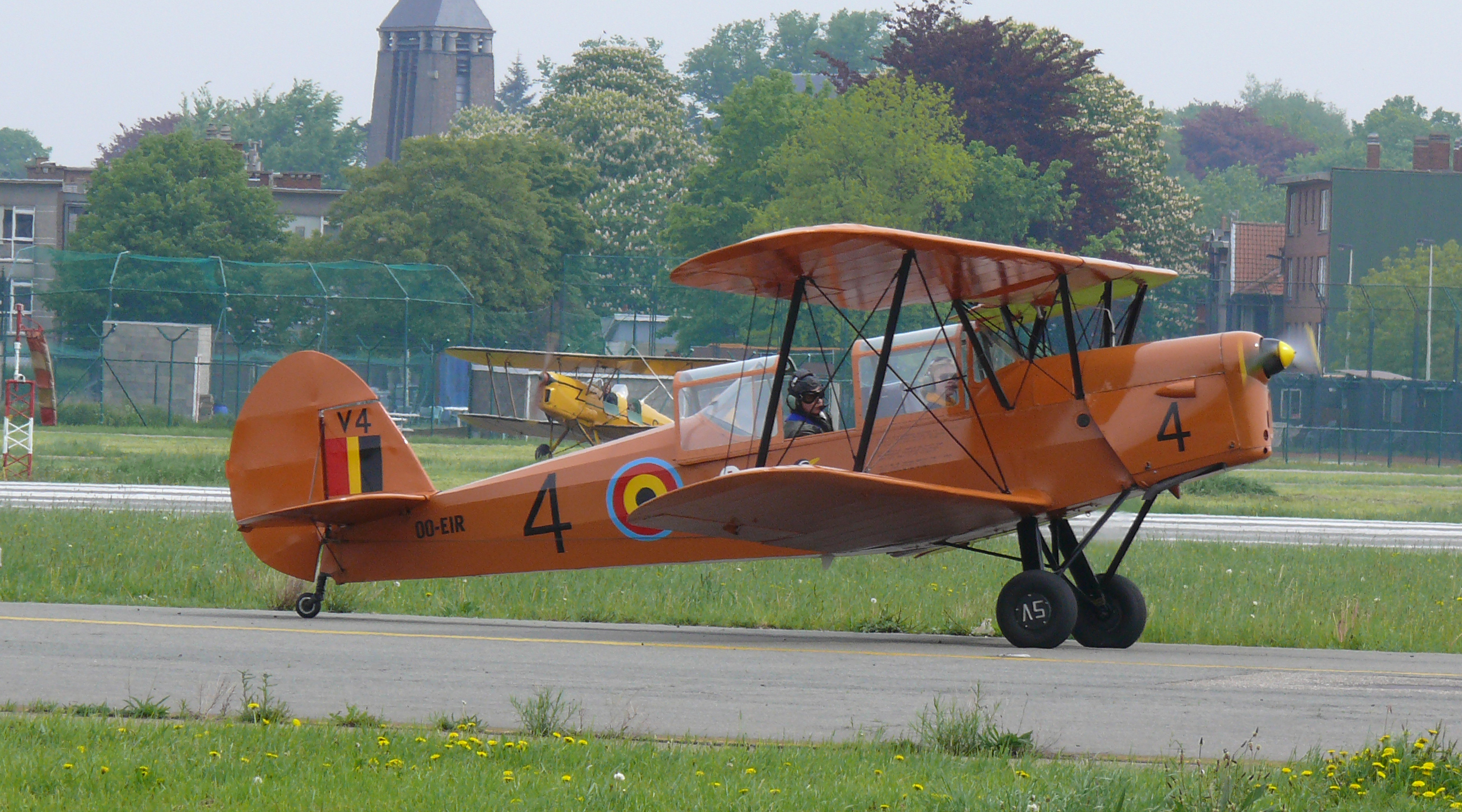
Stampe & Vertongen SV-4B V4

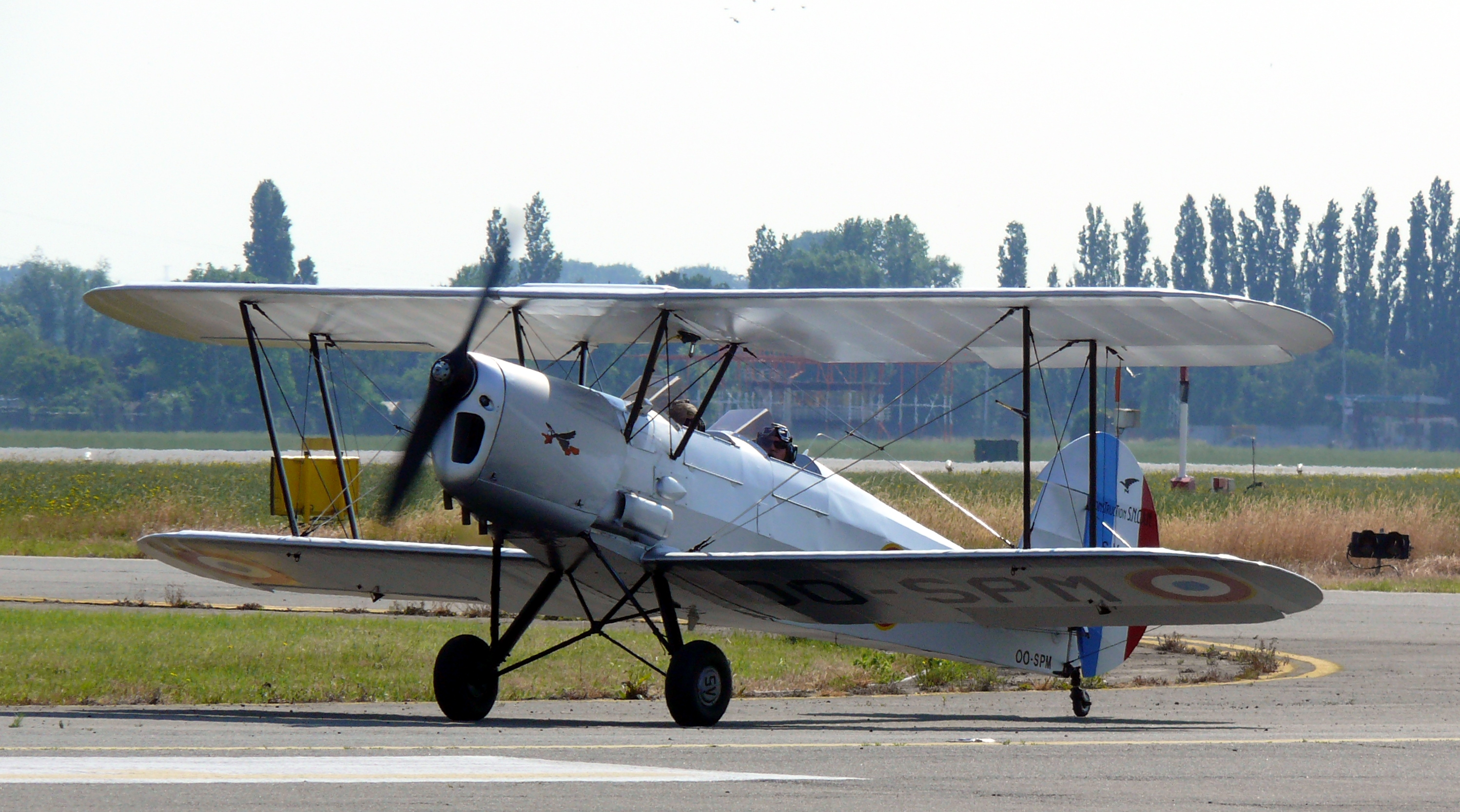
Stampe & Vertongen SV-4C OO-SPM

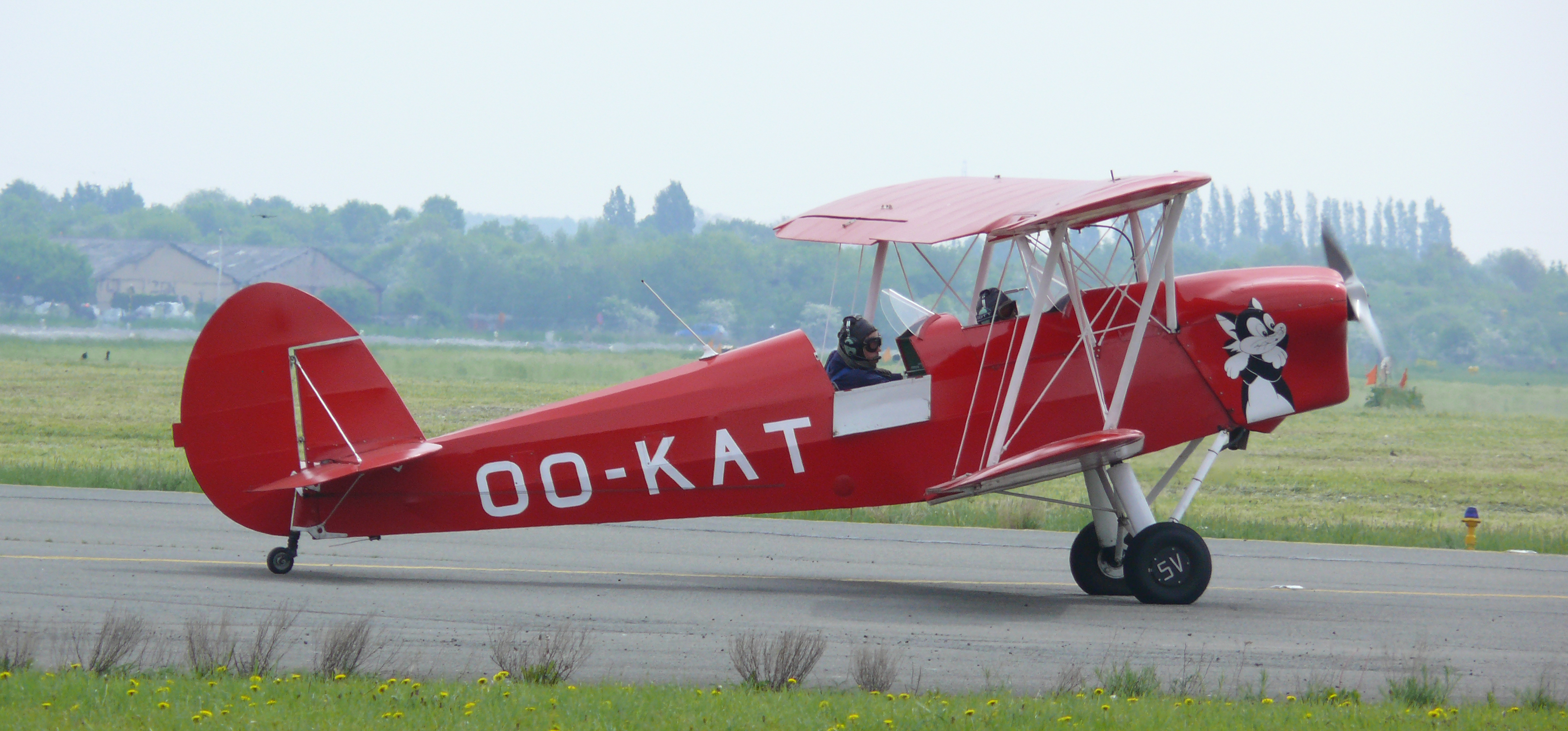
Stampe & Vertongen SV-4E OO-KAT

SV.4prototipo
SV.4Aversione da addestramento acrobatico equipaggiata con un motore Renault 4-PO5 da 140 hp (104 kW).
SV.4Bversione migliorata dello SV.4A equipaggiata con un motore de Havilland Gipsy Major I da 130 hp (97 kW). Gli esemplari utilizzati nel dopoguerra dalla Componente aerea dell'armata belga vennero equipaggiati con i più potenti Blackburn Cirrus Major o Gipsy Major X
SV.4Cversione prodotta su licenza in Francia dalla SNCAN ed equipaggiata con un motore Renault 4-Pei da 140 hp (104 kW).
SV.4Dversione rimotorizzata con un Mathis da 175 hp (130 kW), realizzata in un unico esemplare.
SV.4Edesignazione assunta dall'esemplare marche OO-KAT rimotorizzata con un Lycoming O-320.

## Utilizzatori

### Militari
Belgio
- Componente aerea dell'armata belga

 Francia
- Armée de l'air

 Regno Unito
- Royal Air Force

## Velivoli attualmente esistenti
Oltre agli esemplari esposti presso strutture museali sono ancora molti gli SV.4 in condizioni di volo, alcuni dei quali motorizzati con i più moderni ed affidabili Lycoming O-320, Ranger 6 o LOM 332b, generalmente utilizzati come warbird dai loro attuali proprietari in molte manifestazioni aeree in tutte le parti del mondo. Alcuni SV.4, di proprietà di piloti privati e in stato di volo, sono presenti anche in Italia.

## Curiosità

### Lo Stampe SV.4 nei media
Nel film Indiana Jones e l'ultima crociata (Indiana Jones and the Last Crusade), terzo episodio cinematografico della tetralogia di Indiana Jones diretto nel 1989 da Steven Spielberg, il velivolo utilizzato da Indiana e dal padre Henry Jones Sr. per fuggire dal dirigibile in volo, benché camuffato da aereo della Luftwaffe era in realtà un SV.4. Nella finzione cinematografica il modello era dotato di una mitragliatrice brandeggiabile su supporto ad anello a disposizione del componente posteriore dell'equipaggio, una configurazione tipica dei ricognitori armati ma che non venne mai adottata nell'SV.4. 

Uno Stampe SV.4B compare anche nel film 2 sotto il divano (Hopscotch, 1980, diretto da Ronald Neame).